# Ko Shishikura
Kō Shishikura (Japans: 宍倉晃, Shishikura Kō) (Tokio, 1968) is een Japans componist, muziekpedagoog, dirigent en hoboïst.

## Levensloop
Shishikura studeerde hobo bij Kaetsu Toratani en Kozo Yoshinari en zang bij Hiroshi Mochiki aan de Musashino Academia Musicae in Tokio. Al op 16-jarige leeftijd schreef hij eerste kleine werken en bewerkingen voor pop- en jazz-ensembles. In 2004 was hij in de Verenigde Staten en had met zijn compositie Fantasia on Little Fugue succes. 
Met het Saitama Sakae High School Wind Orchestra uit Saitama was hij in december 2006 te gast bij de Mid West Clinic in Chicago, een grote muziekbeurs, die met vele concerten uitgebreid is. Op dit festival werd zijn Cherished Days - Nostalgia for Naperville uitgevoerd en door het vakkundige publiek met enthousiasme opgenomen. 
Tegenwoordig is hij muziekleraar aan middelbare scholen en dirigent van verschillende harmonieorkesten. 
Naast talrijke bewerkingen van klassieke muziek, zoals het volledige Requiem KV 626 van Wolfgang Amadeus Mozart voor solisten, gemengd koor en harmonieorkest, verschillende nummers uit de musical Miss Saigon van Claude-Michel Schönberg, de wals An der schönen blauen Donau van Johann Strauss jr., schreef hij ook een aantal eigen werken. Voor zijn Cherished Days - Nostalgia for Naperville voor harmonieorkest werd hij tot ereburger van de stad Naperville in Illinois benoemd.

## Composities

### Werken voor harmonieorkest
- 2002 Fantasia on Little Fugue, voor harmonieorkest
- 2006 Secret Story in the Woods, voor harmonieorkest
- 2006 Cherished Days - Nostalgia for Naperville, voor harmonieorkest
  1. Journey to an unknown place...and then
  2. Sparkling street "Memorable bells"
  3. Keeping them in my Mind

### Werken voor slagwerk
- 2004 Romance Last, voor slagwerkensemble